# Save the Last Dance
Save the Last Dance är en amerikansk romantisk dramatisk dansfilm från 2001 regisserad av Thomas Carter. Huvudrollerna i denna dansfilm spelas av Julia Stiles och Sean Patrick Thomas. Filmen har en uppföljare; Save the Last Dance 2 (2006).

## Handlingen
Sara (Julia Stiles) är en småstadsflicka med stora drömmar: att bli ballerina i världsklass. Men när hennes mamma plötsligt dör i en bilolycka tvingas hon ge upp sina planer för att följa sin pappa (Terry Kinney), som hon tidigare inte haft någon kontakt med, till Chicagos hårda område, South Side. Som vit flicka i ett område där alla är svarta känner sig Sara inte så hemma till en början. Men då hon blir vän med en svart tjej i klassen, Chenille (Kerry Washington) och hennes bror Derek (Sean Patrick Thomas).
Sara och Derek hittar varandra genom deras gemensamma kärlek till dansen, vilket leder till en romans. I takt med relationens utveckling blir motståndet från familjer och vänner allt större. Sara och Derek utmanas nu att leva upp till varandra och drömmarna.

## Rollista
- Julia Stiles - Sara Johnson
- Terry Kinney - Roy Johnson
- Sean Patrick Thomas - Derek Reynolds
- Kerry Washington - Chenille Reynolds
- Fredro Starr - Malakai
- Bianca Lawson - Nikki
- Vince Green - Snookie
- Garland Whitt - Kenny

## Soundtrack
1. True Colors (Theme from Save the Last Dance) - Fredro Starr & Jill Scott
2. You - Lucy Pearl feat. Snoop Dogg & Q-Tip
3. Bonafide - X-2-C
4. Crazy - K-Ci & JoJo
5. You Make Me Sick - P!nk
6. U Know What's Up - Donell Jones
7. Move It Slow - Kevon Edmonds
8. Murder She Wrote - Chaka Demus & Pliers
9. Breathe & Stop - Q-Tip
10. You Can Do It - Ice Cube feat. Mack 10 & Ms. Toi
11. My Window - Soulbone
12. Only You - 112 feat. The Notorious B.I.G.
13. Get It On Tonite - Montell Jordan
14. All or Nothing - Athena Cage